# Renato Dulbecco
Renato Dulbecco (Catanzaro, Itàlia 22 de febrer de 1914 - La Jolla, Califòrnia (Estats Units) 19 de febrer de 2012) va ser un biòleg i professor universitari nord-americà, d'origen italià, guardonat amb el Premi Nobel de Medicina o Fisiologia l'any 1975.

## Biografia
Va néixer el 22 de febrer de 1914 a la ciutat de Catanzaro, capital de la província del mateix nom. Va estudiar medicina a la Universitat de Torí i el 1940 fou nomenat professor de patologia en aquesta mateixa universitat. A partir de 1947 es va dedicar a la investigació en bacteriologia i posteriorment es traslladà als Estats Units, juntament amb Rita Levi-Montalcini, país del qual en va adquirir la nacionalitat l'any 1953.

## Recerca científica
Inicià la seva recerca al costat de Salvador Luria desenvolupant investigacions sobre bacteriòfags a la Universitat d'Indiana mitjançant la utilització de raigs ultraviolats. L'any 1949 inicià la seva etapa de 10 anys a l'Institut Tecnològic de Califòrnia participant en el grup dirigit per Max Delbrück realitzant investigacions sobre els oncovirus animals.
A finals de la dècada del 1950 inicià la seva col·laboració amb l'estudiant Howard Martin Temin amb el qual inicià la seva recerca sobre els virus tumorals, treballs que continuà a partir de 1962 a l'Institut Salk de San Diego, on entrà en contacte amb David Baltimore i on desenvolupà investigacions sobre l'àcid ribonucleic (ARN), observant com aquest pot ser transcrit a àcid desoxiribonucleic (ADN) mitjançant la Transcriptasa inversa, la qual és un factor important en la reproducció dels retrovirus. Va dedicar totes les seves investigacions a l'estudi dels tumors especialment a l'efecte dels virus sobre les cèl·lules, arribant a la conclusió que els virus poden ocupar un paper destacat en la gènesi del càncer.
L'any 1975 va compartir el Premi Nobel de Medicina o Fisiologia amb David Baltimore i Howard Martin Temin pels seus descobriments referents a la interacció entre els virus tumorals i el material genètic de la cèl·lula.
Des de 1986 fou un important imulsor del Projecte Genoma Humà.